# EuroBasket de 1963
O EuroBasket 1963 também conhecido por FIBA Campeonato Europeu 1963 foi a décima terceira edição da competição regional organizada pela FIBA Europa, sucursal da Federação Internacional de Basquetebol para o Continente Europeu. O evento foi sediado na cidade de Breslávia, Polónia entre 4 e 13 de outubro de 1963.